# Damiraparanchay
Damiraparanchay är ett vattendrag i Azerbajdzjan.   Det ligger i distriktet Oğuz Rayonu, i den centrala delen av landet, 200 km väster om huvudstaden Baku.
Trakten runt Damiraparanchay består till största delen av jordbruksmark. Runt Damiraparanchay är det ganska tätbefolkat, med 58 invånare per kvadratkilometer.